# Cedar Rapids
Cedar Rapids er en by i delstaten Iowa i Midtvesten i USA. Byen har et indbyggertal på 137.710 (2020) indbyggere og et areal på 187 km2
. Den er hovedby i det amerikanske county Linn County.